# Iveta Bartošová
Iveta Bartošová (8. dubna 1966 Kunčice pod Ondřejníkem – 29. dubna 2014 Praha-Uhříněves) byla česká zpěvačka, která se v roce 1986, kdy sesadila z trůnu po devítiletém kralování Hanu Zagorovou, stala Zlatou slavicí. Vítězství zopakovala v letech 1990 a 1991, v období 1987–2003 byla ještě několikrát mezi nejlepšími třemi. Opakovaně zvítězila také v televizní anketě TýTý. Česká akademie populární hudby ji dvakrát nominovala na Výroční hudební cenu Anděl. Patřila mezi představitele středního proudu. Mezi jejími partnery byli Ladislav Štaidl nebo Jiří Pomeje. Prakticky po celou kariéru se potýkala s psychickými problémy a závislostmi, byla častým tématem bulvární žurnalistiky. Krátce po 48. narozeninách spáchala sebevraždu skokem pod vlak.

## Život

### Mládí a počátky kariéry
Pocházela z Kunčic pod Ondřejníkem. Měla o dva roky staršího bratra Lumíra a sestru – dvojče Ivanu, rovněž zpěvačku, která vystupovala pod uměleckým jménem „Viana“. Své dětství a dospívání prožila ve Frenštátě pod Radhoštěm (na Kopané). Navštěvovala Lidovou školu umění. První čtyři třídy povinné školní docházky navštěvovala základní školu na Kopané, od páté třídy chodila do sportovní školy ve Frenštátě pod Radhoštěm, zaměřené na běh na lyžích a v létě sprint. Od roku 1980 začala ve Frenštátě studovat na gymnáziu. Od roku 1982 začala veřejně vystupovat s kapelou Dianthus. Její první úspěch na profesionální dráze ji potkal v roce 1983, kdy zvítězila v okresním kole pěvecké soutěže Talent v Novém Jičíně a postoupila do krajského kola v Třinci, kde obsadila druhé místo. To ji kvalifikovalo na festival Mladé písně v Jihlavě (MPJ). Souběžně s třineckým Talentem se konala i soutěž Zlatá loutna, kde Bartošová rovněž obsadila druhé místo. Na MPJ '83 skončila čtvrtá a získala cenu poroty za interpretační výkon.

### Bartošová a Sepeši
Na MPJ se poprvé setkala s Petrem Sepešim. Jaromír Vašta a Pavel Vaculík je pak spojili v pěvecký pár s hity „Červenám“, „Knoflíky lásky“, „My to zvládnem“ či „Medové dny“. 
Kromě společného natáčení s Petrem si zazpívala  se Stanislavem Procházkou mladším v televizním pořadu Písničky včera, dnes a na zítřek směs písní z filmového muzikálu Starci na chmelu.  Na prvním společném singlu se Sepešim se objevila Ivetina sólovka To mě nenapadá a Petrova Den, kdy nejsem s ní, které před tím zazněly v jejich prvním společném televizním vystoupení v pořadu Sejdeme se Na výsluní. Jejich druhý singl obsahoval písně Knoflíky lásky a Červenám. Tento  singl se několik měsíců držel mezi nejprodávanějšími malými deskami Supraphonu a zvítězil i v rozhlasové soutěži Start. V sedmém ročníku ankety profesionálních diskžokejů - Diskoslavík 1985 - skončil na 4. místě v kategorii Nejuznávanější domácí skladby.
Iveta s Petrem vystoupili v dalších pořadech Československé televize, jako například Hitšaráda, Šest ran do klobouku, Dva z jednoho města, Šestý den je sobota, Televizní klub mladých či Silvestr. Dvojice spolupracovala s Tanečním orchestrem Československého rozhlasu, který řídil Felix Slováček.  Nahrávali i s Orchestrem Československé televize, který řídil Václav Zahradník. Na pódiích se představili v koncertním programu Josefa Laufera a jeho skupiny Golem a své duety zpívali i v Lucerna baru (dnes Lucerna Music Bar).
Redakce časopisu Týdeník Televize uspořádala spolu s Československou televizí anketu popularity Televizní rolnička (od roku 1985 Zlatá rolnička a po roce 1989 TýTý). V této anketě roku 1984 obsadili v pěvecké kategorii 10. místo. Další zkušeností dua bylo vystupování v programu Rodinná show Františka Janečka a jeho skupiny Kroky. Hlavní hvězdou tady byl Michal David a jako hosté v ní vystupovala  řada zpěváků, například Pavel Horňák, Sagvan Tofi, Markéta Muchová, Jan Cézar, Arnošt Pátek, Marcela Holanová nebo Josef Melen.
Iveta s Petrem byli také členy týmu AMFORA (Amatérské fotbalové rarity), který tvoří zpěváci, herci nebo bývalí sportovci. Asi první a současně poslední zápas Sepeši odehrál 16. června 1985 v Zákolanech, kde AMFORA zvítězila 7:1. Iveta tam odstartovala zápas svým prvním čestným výkopem. Poslední čestný výkop provedla v Letohradu 14. září 2008. V roce 1989 se zúčastnila i zájezdu AMFORY do Rakouska a Itálie.
Spolupráce Ivety a Petra skončila předčasně 29. července 1985 Petrovou autonehodou, kdy zemřel na železničním přejezdu. Iveta Bartošová se poté na několik měsíců odmlčela.
Po Sepešiho smrti se na československé hudební scéně utvořila dvojice Petra Zámečníková a Jiří Strnad. Petra a Jiří jsou známí hlavně díky písni Lítáme v tom, kterou kvůli podobným hlasům někteří posluchači považují za Ivetinu píseň.
Jako vzpomínku na Petra nazpívala Iveta v roce 1985 píseň Cesta je stále stejná. Jedná se o coververzi skladby Cherish od americké skupiny Kool & the Gang. Autorkou českého textu je Lucie Stropnická.
Další písní, která měla reflektovat Ivetin a Petrův vztah i následné zpěvaččiny pocity po odchodu partnera, byla skladba Léto od Eduarda Pergnera.

### Sólo kariéra a zlatá éra Bartošové
Po návratu na scénu se stala krátce členkou skupiny Balet, z tohoto období pochází hit „Hej pane diskžokej“. Následovala spolupráce s Kroky Františka Janečka, která jí přinesla megahit „Léto“ (napsaný už dříve pro Janečkovu milou Marylu Rodowicz). Na jaře roku 1987 začala spolupracovat s orchestrem Ladislava Štaidla. Několik měsíců byl jejím partnerem zpěvák Michal Penk. Ladislav Štaidl se na mnoho let stal jejím životním partnerem. Koncem téhož roku jí vyšlo první sólové album I.B., za které od firmy Supraphon obdržela Zlatou desku. Následovala série dalších úspěchů – statisíce prodaných alb Blízko nás, Natur, Václavák. Téměř dvě desítky hitů (např. „Málo mě zná“, „Víš lásko“, „Dva roky prázdnin“, „Dej mi ruku“, „Když láska schází“, „Útoč láskou“, „Tichá píseň“, „P.S.“, „Rozvíjej se poupátko“, „Scházíš mi čím dál víc“, „O lásce“, „Svítá“, „Půlnoční smíření“, „Václavák“, „Juanita“), vítězství v mnoha hitparádách a anketách i vyprodaná koncertní turné. V roce 1990 jí vyšla dvě CD. První s lidovými písněmi pod názvem Zpívání s Ivetou, a druhé pro zahraniční trh (Closer now).

### Ústup ze scény a mateřství
Na jaře 1993 získala hlavní roli ve filmu Jaroslava Soukupa Svatba upírů, ke kterému nazpívala ústřední píseň „Já se vrátím“ z Verdiho opery Nabucco. V období 1993–97 vydala další alba („Tobě“, „Malé bílé cosi“) a kolekci singlů („Medové dny“, „Čekám svůj den“), která však nepřinesla žádné zásadní hity jako alba předchozí, s výjimkou písní „Ú-la-la“ z roku 1994 a „Můžeš lhát“ z roku 1996, a absolvovala velké koncertní turné Tour 94–96. Přesto se Bartošová držela na předních místech v anketách popularity.
V roce 1994 obvinil Štaidl pětadvacetiletého Romana Třísku, že zpěvačku unesl a znásilnil. Podle rozhodnutí soudu z 11. března 1996 byla tvrzení Bartošové o únosu a psychickém i fyzickém teroru nepravdivá.
Po narození syna Artura Štaidla v říjnu 1996 přijala naplno roli matky a stáhla se z hudební scény.

### Muzikálová scéna a růst popularity
Počátkem roku 1997 přijala nabídku Karla Svobody k účinkování v muzikálu Dracula, přičemž se jednalo o její první zkušenost s muzikálem. Ve dvojroli Adriany/Sandry se poprvé představila 21. června a ačkoliv jí byla herecky Adriana dle jejích slov bližší než Sandra, byl její výkon hodnocen pozitivně. V rámci startu nové sezony na podzim 1997 byl vydán singl, kde zpívala duety s Danem Hůlkou a Jiřím Kornem. Jako Adriana/Sandra vystupovala, po konci Draculy v Praze v červnu 1998, ještě v Bratislavě a Prešově. V roce 1998 nazpívali s Karlem Gottem hlavní role Nastěnky a Ivánka pro muzikál na ledě Mrazík.
Ve výpravném muzikálu Monte Cristo, který měl premiéru na konci roku 2000, ztvárnila po boku Dana Hůlky jeho mladičkou schovanku Haydée. Její účast byla ale několik měsíců nejistá kvůli mediálním útokům ze strany producenta muzikálu Jiřího Pomeje, který ji obvinil z rozjednávání hlavních rolí v dalších projektech (Pomáda, Hamlet), což mělo být porušením jedné z podmínek účasti na muzikálu Monte Cristo. Jiří Pomeje ve finále od projektu odešel a zpěvačka vystupovala jak v Monte Cristovi, tak ve slovenské verzi Pomády, kde ztvárnila Sandy.
V polovině března 2003 se nově představila jako Johanka v muzikálu Johanka z Arku uváděném v divadle Ta Fantastika a opět jako Adriana/Sandra v obnovené premiéře Draculy. V hlavní roli Johanky, pro kterou se i ostříhala na krátko, odehrála pouze 11 představení, když došlo k nečekanému ohlášení derniéry již na 17. května. Petr Kratochvíl, spolumajitel divadla a producent muzikálu, následně prohlásil, že její obsazení bylo „nejhorším obchodním tahem v historii divadla“ a některá představení musela být zrušena pro nezájem.
V roce 2004 získala hlavní roli vietnamské prostitutky Kim v muzikálu Miss Saigon, který měl premiéru 9. prosince v GoJa Music Hall. V srpnu byl také vydán singl, na kterém s Tomášem Savkou zpívala duet „Náš song hrál sólo na saxofon“. Ve stejném roce se měla představit v muzikálu Bídníci jako Madame Thenardieová, ale nakonec se tak stalo až v únoru 2005.
Definitivní návrat na špičku české pop scény jí přineslo album Ve jménu lásky s hity „Nekonečná“, „Ve jménu lásky“ a „Tři oříšky“ z roku 1998. V roce 1999 získala za toto album platinovou a dvojplatinovou desku. V závěru téhož roku stihla vydat album Bílý kámen certifikován zlatou deskou a se stejnojmenným hitem. V následujícím roce absolvovala velké koncertní turné s názvem Deník Ivety a vydala album pohádkových melodií Jedna jediná, které se také stalo zlatým.

### Tvůrčí pauza a léčba
V roce 2002 natočila album upravených verzí svých starších hitů s názvem Hej pane DJ. Tanečně laděné je i o rok později vydané album Dráhy hvězd – All Star Disco s hity „September Lady“, „Skandál“ nebo „Jseš můj den“. Poslední novinkou před její tvůrčí pauzou se stalo album Vánoční Iveta a výběr hitů Scházíš mi…, byť doplněný o dvě nové skladby. Její popularita postupně klesala, částečně kvůli skandálům v osobním životě.[zdroj?] V závěru roku 2006 ohlásila „tvůrčí pauzu“, která trvala několik měsíců.[zdroj?]
V první polovině roku 2007 se prakticky neukazovala na veřejnosti. Ačkoliv oznámila postupný návrat, vystoupila pouze na několika nevýznamných[zdroj?] akcích. Poté nastoupila ústavní léčbu v Psychiatrické léčebně v Kroměříži. Od července do října se zde léčila ze závislosti na antidepresivech; závislost na alkoholu údajně nebyla hlavním důvodem její hospitalizace.[zdroj?]

### 2008

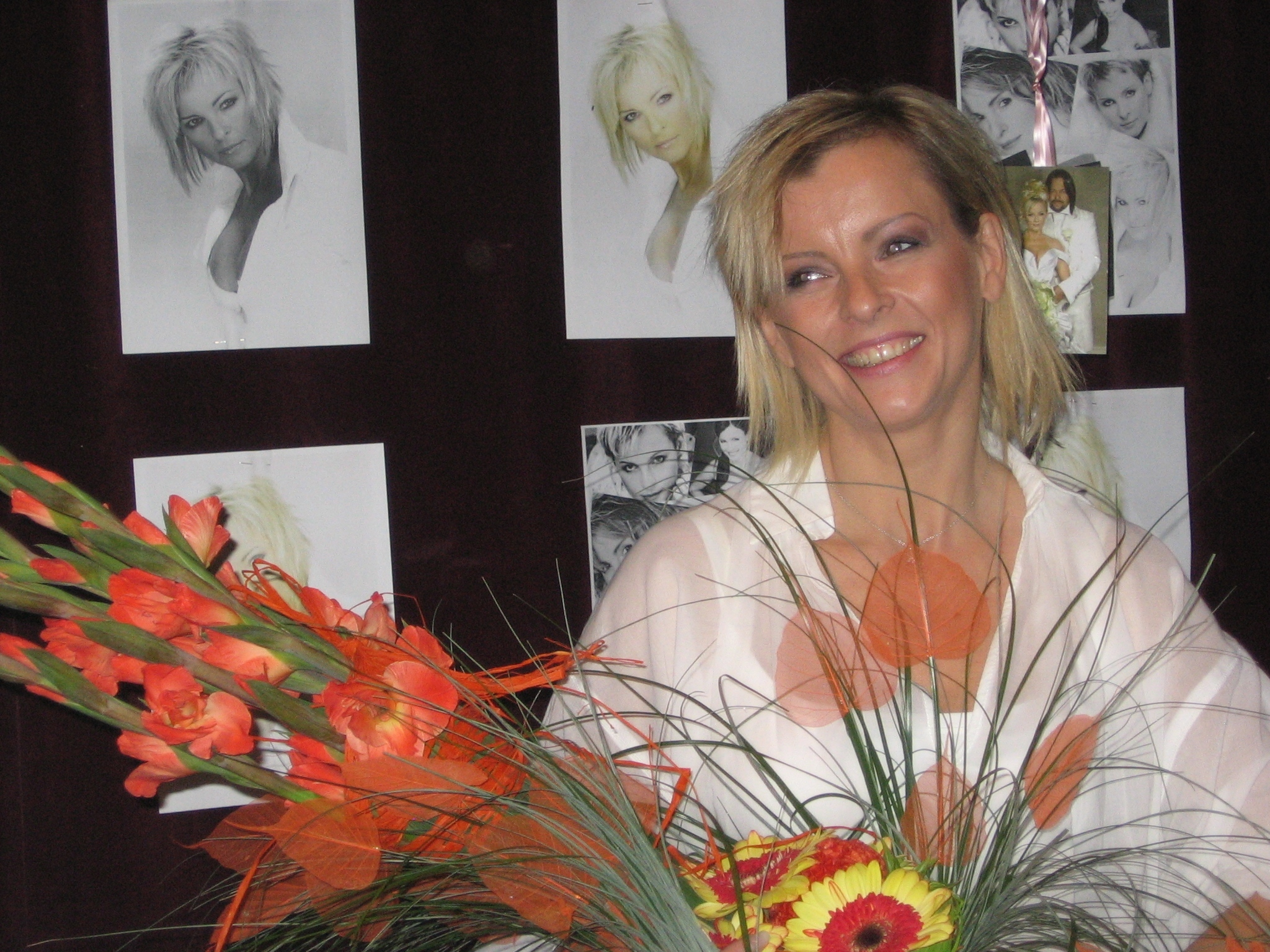
Iveta Bartošová, Mánes 2008

Na jaře 2008 jí v Česku u vydavatelství EMI vyšlo kompilační trojalbum Platinum collection a na Slovensku výběrové album Gold. Zároveň podnikla velmi úspěšné živé turné nazvané Jsem zpátky, které probíhalo v Česku i na Slovensku a během nějž byly koncerty vyprodány.
V dubnu 2008 bylo ohlášeno její účinkování v muzikálu Mona Lisa v pražském Divadle Broadway. V muzikálu nakonec však nevystupovala.

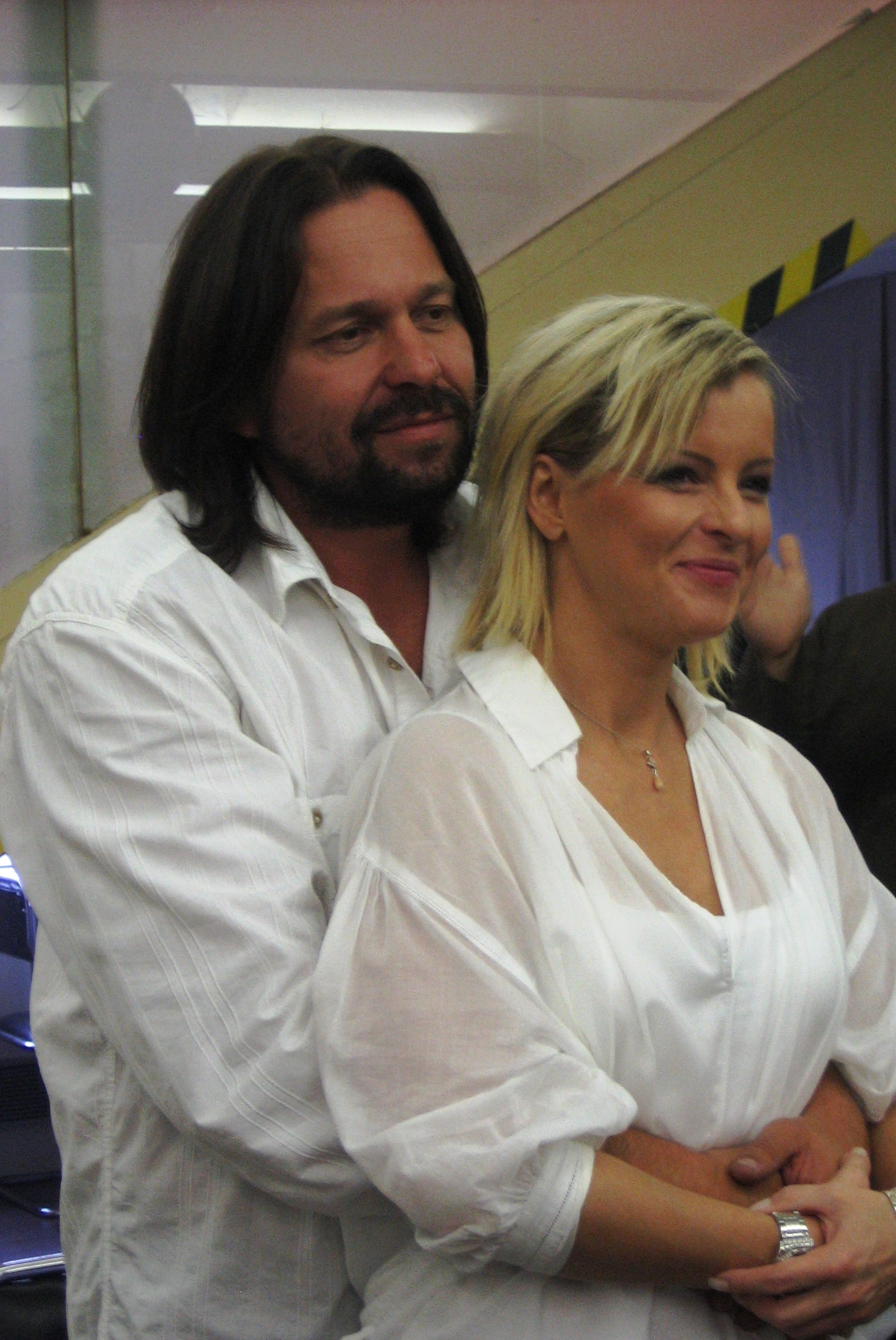
Iveta Bartošová a Jiří Pomeje, 2008

V září 2008 se provdala za herce a producenta Jiřího Pomeje. V říjnu 2008 vydala u společnosti EMI řadové album nazvané 22 s hity „Jako Fénix“ (z muzikálu Mona Lisa) a „Pohádka“.
Závěrem roku 2008 byla vyhlášena Skokanem roku v kategorii zpěvačky v anketě Český slavík (posun z 18. na 5. místo).

### 2009
Na začátku roku 2009 po 16 letech znovu vyhrála v anketě TýTý.
Ve slovenské taneční soutěži Let's Dance 3 se umístila na 4. místě, což je historicky nejvyšší umístění ze všech českých účinkujících. Tímto faktem se potvrdilo, že Iveta Bartošová měla poměrně početnou skupinu příznivců na Slovensku. V několika rozhovorech v závěru kariéry se zmiňovala o tom, že zde vystupuje daleko raději než v Česku.
V pražském divadle Goja Music Hall začala zkoušet muzikál Děti ráje, ve kterém však nakonec nevystupovala. V té době se totiž opět dostavily její problémy se závislostí zejména na lécích. Současně prožívala krizi se svým manželem, která vyvrcholila rozvodem.
Na podzim 2009 vzniklo v nahrávacím studiu Za vodou vánoční album Když ticho zpívá v produkci Káji Maříka. Toto album však rovnou zamířilo mezi levná CD v trafikách a hudební kritikou bylo hodnoceno jako její vůbec nejhůře nazpívané album.

### 2010
V roce 2010, kdy po období závislosti opět dokázala vstát, vydala album Děkuju Vám, Andělové, které obsahovalo čtyři nové písničky „Heja Heja“, „Děkuju Vám, Andělové“, „Až až až“ a „S tebou se neloučím“, na kterém spolupracovala s Jarkem Šimkem. K titulní skladbě natočila také videoklip. S písní Heja Heja se však Bartošová „proslavila“ jinak, než plánovala: namísto rádií ji lidé hlavně z recese sdíleli na Facebooku. Ve stejném roce na podzim uspořádala se svojí novou kapelou několik živých koncertů, které byly hodnoceny jako úspěšné. Turné s názvem Když Iveta zpívá mělo původně pokračovat i v následujícím roce. Zpěvačka se však z počátku roku 2011 znovu stáhla do ústraní, přičemž bulvár často informoval o jejím životě a opětovném užívání léků a alkoholu.

### 2011
V červnu 2011 natočila dvojjazyčný duet se svým tehdejším partnerem Domenicem Martuccim, se kterým se však zanedlouho rozešla.
V září 2011 dostala novou šanci na obnovení kariéry – nazpívat vokály k písni pro film Hranaři. Ty se ale ve filmu nakonec neobjevily, byť je nazpívala, protože je vydavatel dodal produkci filmu se zpožděním. Vokály se objevily na DVD jako bonus.
V listopadu 2011 došlo k nejhoršímu vystoupení v její kariéře, v casinu u Pavla Páska. Bartošová vystupovala na playback a když ji Pásek vyzval, aby zazpívala „Tři oříšky“, nebyla toho prakticky schopna.

### 2012
Během galavečera Česká hvězda 2012 v Hudebním divadle Karlín převzala ocenění „Návrat roku“.
Od října 2012 se objevovala v televizní reality show o svém životě, který vysílala bulvární televize Pětka, dokud v lednu 2013 nezanikla.
Koncem roku 2012 vyšlo CD Best of 2012, kde se objevily dvě nové písně – „Není cesty zpátky“ a „Noc je království“. Na těchto písních spolupracovala s Pavlem Vaculíkem a Vladimírem Kočandrlem, se kterými pracovala již v minulosti. Krach televize Pětka však další pokus zpěvačky o návrat zhatil. V březnu vystoupila v rodném Frenštátu pod Radhoštěm na charitativní akci.

### 2013
Od počátku roku se občas objevovala na diskotékách v klubech, nicméně s létem byla její vystoupení zrušena a ona zmizela do ústraní. Byla ve špatném zdravotním stavu, silně závislá na lécích, které kombinovala s alkoholem. V létě za přítomnosti bulváru odjela se Zdeňkem Macurou do Itálie, kde jí azyl poskytl bývalý přítel Dominico Martucci. Mezitím její současný partner Josef Rychtář uspořádal plány na její nalezení a nakonec zpěvačku vyzvedl v Itálii. Následně Zdeňka Macuru obvinila z únosu do Itálie. Policie případ odložila, vyšetřovatel dospěl k rozhodnutí, že nebyla naplněna skutková podstata trestného činu. Po návratu absolvovala krátký pobyt na psychiatrickém oddělení, ze kterého však na reverz odešla a pokračovala pak krátce v ambulantní léčbě, kromě toho si najala vlastního léčitele. Její stav se začal výrazně zlepšovat.
V září se provdala za Josefa Rychtáře. Uspořádala nejprve opět několik vystoupení na halfplayback v klubech, posléze ale oznámila, že má novou kapelu, tým lidí kolem sebe a chystá turné. V této době byla častým terčem bulvárního tisku, který ji označoval mj. přezdívkou Džambulka, kterýmžto jménem ji nazýval právě Rychtář.
Pro televizi Barrandov natočila vlastní vánoční pořad. Studiové vystoupení odzpívané částečně živě a částečně z playbacku bylo vysíláno 24. 12. a bylo vydáno i na DVD. Bartošová vystoupila také při natáčení silvestrovské show stejnojmenné TV.
S vlastní kapelou začala zkoušet a v listopadu 2013 vystoupila po dlouhé době na prvním koncertě ve Svitavách, který celý odzpívala naživo. Před Vánocemi uspořádala vánoční koncert v kostele v pražské Uhříněvsi, kde poslední roky žila. Obě vystoupení odzpívala živě a odborná kritika je hodnotila úspěšně. Návrat na koncertní pódia završila několika vystoupeními na vánočních a silvestrovských akcích. Na těchto vystoupeních spolupracovala s pěveckým sborem DPS Vrabčáci.

### 2014
Na začátku roku podstoupila plánovanou operaci zubů. Již před zákrokem oznámila, že v lednu a části února přeruší vystupování, nadále však bude probíhat příprava na turné s kapelou, které mělo odstartovat od března. K turné však již nedošlo, březnové a dubnové koncerty byly zrušeny. Oficiálním důvodem byl zdravotní stav zpěvačky, kvůli kterému musela od dubna přestat zkoušet s kapelou. Prakticky vůbec se neobjevovala na veřejnosti. Ke konci dubna s manželem poskytla rozhovor TV Prima, ve kterém se potvrdilo, že její stav není dobrý. Špatně artikulovala, hledala slova a byla výrazně pohublá. Několik dnů poté se pak rozhodla ukončit svůj život.
Producent Jarek Šimek, který s ní spolupracoval zejména v roce 2010, kdy pod jeho vedením vydala album Děkuji Vám, Andělové a absolvovala své koncertní LIVE turné s kapelou, se rozhodl vydat po její smrti CD, které s ní v minulosti plánoval a na jehož vydání vlastnil práva. CD obsahovalo písně, které dříve vyšly na albu Děkuji Vám, Andělové, bylo však doplněno i několika písněmi novými. Po vydání CD následoval videoklip k titulní skladbě „Chci s Tebou vzlétnout“, kterou podle Šimkových slov Bartošová velice milovala a byla jakýmsi vzkazem pro zesnulého Petra Sepešiho. Album se setkalo s velkým zájmem fanoušků a patřilo, i díky lidové ceně, k nejprodávanějším deskám, přestože jeho hodnocení se různilo. V následujících letech vyšla i další, převážně kompilační alba, která se umísťovala na prvních příčkách prodejních hitparád – např. Nekonečná (The Best of...) – nejvýše 5. místo nebo Krásná neznámá – nejvýše 2. místo.

## Úmrtí

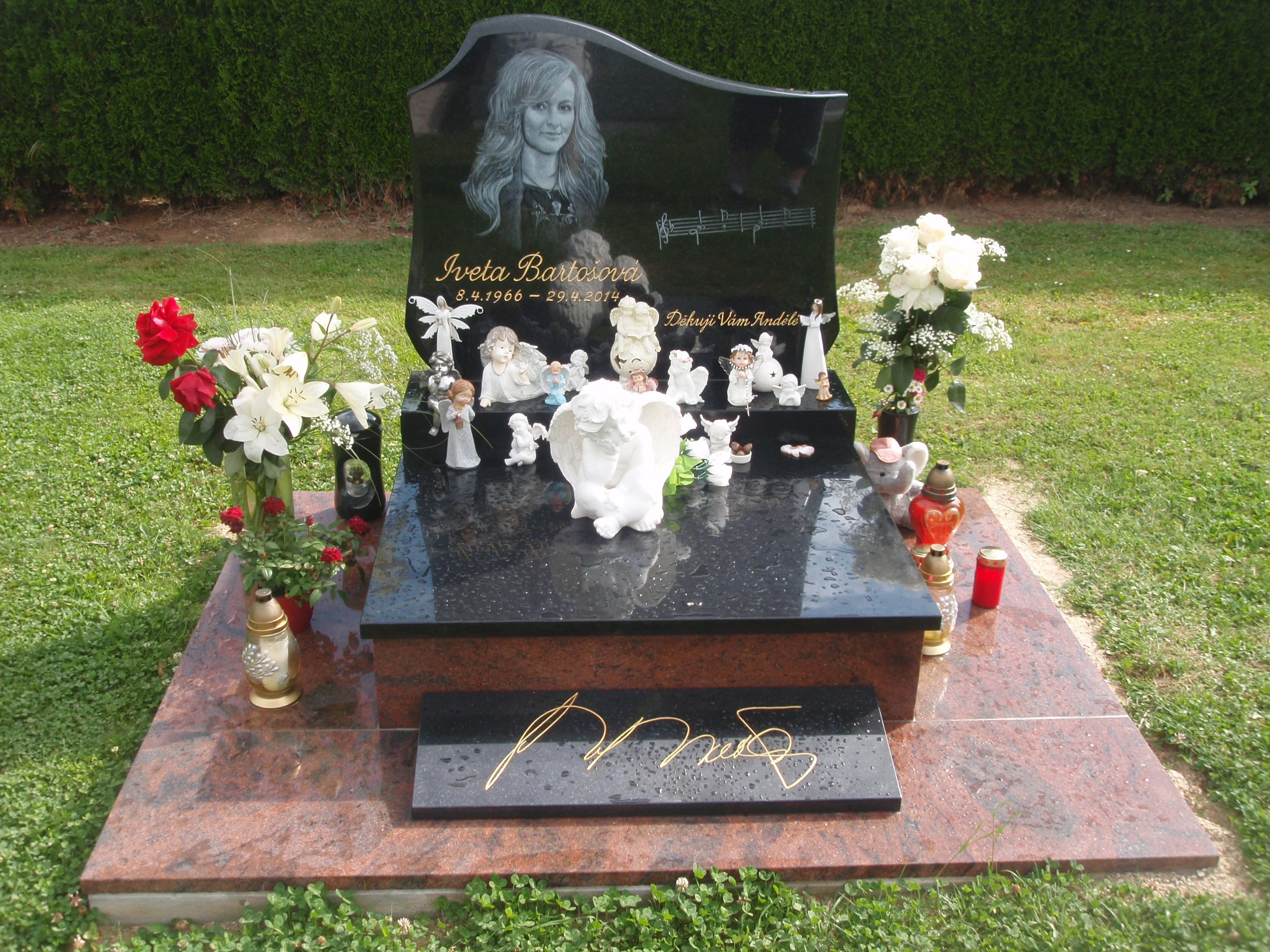
Hrob Ivety Bartošové v Říčanech u Prahy (2014)

K úmrtí Ivety Bartošové došlo 29. dubna 2014 v 11:29 nedaleko jejího bydliště v Praze-Uhříněvsi. Lehla si do kolejiště v blízkosti železničního přejezdu P5674, těsně před projíždějící osobní vlak CityElefant, s řídícím vozem 971 015-3, který směřoval z Prahy do Benešova. Vlak se strojvedoucímu podařilo zastavit přibližně až 200 m od místa nehody. Bartošová utrpěla těžká devastující zranění neslučitelná se životem, kterým na místě podlehla.
Část cesty k místu srážky šla podél kolejí nebo přímo po nich, jelikož ji vlak přejel v místě, kde nebylo dovoleno kolejiště přecházet, což nasvědčovalo sebevraždě. Tuto verzi potvrzuje fakt, že zpěvačka po sobě zanechala dopis na rozloučenou a dále výpověď strojvedoucího, podle něhož se nejednalo o nešťastnou náhodu.
Výsledky nařízené soudní pitvy potvrdily, že zpěvačka při střetu s vlakovou soupravou utrpěla řadu devastujících zranění, která byla příčinou smrti. Výsledky toxikologických testů pak vyloučily, že by u zpěvačky nastala zdravotní indispozice, která by způsobila její smrt ještě před střetem s vlakovou soupravou. Vzhledem ke značnému rozsahu zranění bylo také nutné provést srovnávací testy DNA, které totožnost zpěvačky definitivně potvrdily. Policie dne 1. srpna 2014 ukončila vyšetřování. Oznámila, že se jednalo o sebevraždu a podíl na smrti zpěvačky nenese žádná jiná osoba. Hrob Ivety Bartošové na hřbitově v Říčanech je pouze symbolický, urnu s popelem Ivety Bartošové má stále u sebe Josef Rychtář.

### Ohlas v médiích
Smrt Bartošové vyvolala značný mediální ohlas jak u seriózních médií, tak v bulvárním tisku.
Na stránkách ČRo Radiožurnál vznikl rozsáhlý článek o sebevraždě Bartošové, který navíc shrnul její kariéru „doprovázenou častými skandály“. O úmrtí zpěvačky také s odkazem na ČTK informoval pražský anglicky psaný týdeník The Prague Post, který rovněž shrnul její hudební kariéru, zmínil její problémy s nadměrnou konzumací alkoholu a poukázal na to, že Bartošová se často objevovala na titulních stránkách bulvárních deníků.
Téma nezůstalo bez povšimnutí ani na Slovensku, kde se mu dostalo pozornosti na serveru Aktuality.sk, nebo na bulvárním portálu Pluska.sk.
Internetový deník Blesk.cz zareagoval vytvořením speciální rubriky s názvem „Smrt Ivety Bartošové“, podobně se zachoval i bulvární server Super.cz.
Šéfredaktor bulvárního webu a později starosta Řeporyjí, Pavel Novotný, prohlásil v červenci roku 2013 o Ivetě Bartošové: „Samozřejmě, my ji teď zabijeme. Ona se ale už zabíjí sama. Faktem je, že na ní dlouhé roky parazitujeme, lidsky ji až lituji. My na ní budeme parazitovat až do konce a ještě půl roku po něm. Je to tvrdé, morálně špatné, ale je to tak.“
Také v rámci české populace tragické úmrtí slavné zpěvačky výrazně rezonovalo. V rámci sociologického výzkumu CVVM o nejvýraznější osobnost veřejného života roku 2014 provedeného v únoru po jejím úmrtí se umístila pátá.

## Filmové a seriálové role
- 1986: Plaváček (televizní film)
- 1988: F.T.
- 1988: F.T. na cestách
- 1988: Jenom sen
- 1988: Láska na inzerát (televizní film)
- 1993: Svatba upírů
- 2001: Věrní abonenti (televizní film)
- 2004: Redakce (televizní seriál)
- 2009: Veni, vidi, vici
- 2012: Poslední výkřik

## Diskografie

### Alba
- 1987: I. B.
- 1989: Blízko nás
- 1991: Natur
- 1992: Václavák
- 1993: Tobě
- 1994: Malé bílé cosi
- 1996: Čekám svůj den
- 1998: Ve jménu lásky
- 1999: Bílý kámen
- 2000: Jedna jediná
- 2003: Dráhy hvězd – All Stars Disco
- 2008: 22
- 2009:  Vánoční Iveta
- 2012: Víš, Lásko
- 2012: Hej, pane Diskžokej
- 2012: Jedna Jediná
- 2012: Jedna Jediná (Gold Edition)
- 2012: Bílý Kámen
- 2012: Noc je Království
- 2015: Václavák
- 2016: Krásná Neznámá

### Singly a EP
- 2013: Není cesty zpátky
- 2013: Noc je Království

### Kompilace
- 2006: Best of'
- 2013: Platinum Collection
- 2015: Nekonečná/Best of

## Muzikály

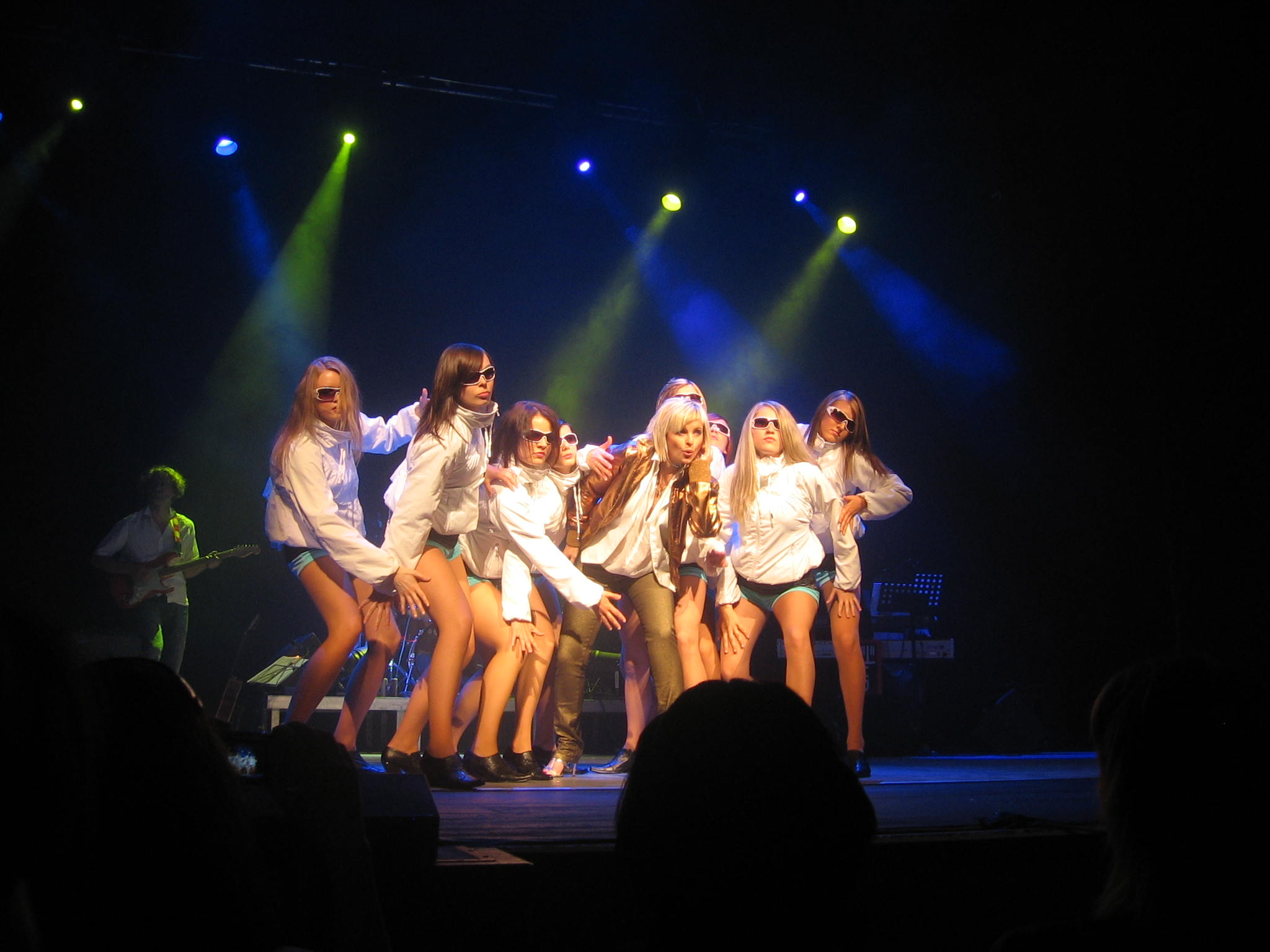
Pražská část koncertního turné Jsem zpátky (2008) v divadle Hybernia.

- 1997: Dracula
- 1998: Mrazík
- 2000: Pomáda, Monte Cristo
- 2003: Johanka z Arku, Dracula
- 2004: Miss Saigon
- 2005: Bídníci

## Ocenění

### Hlavní ceny
| Rok  | Nominované dílo    | Ocenění | Kategorie       | Výsledek | Výsledek |
| ---- | ------------------ | ------- | --------------- | -------- | -------- |
| 1994 | Umělkyně jmenovitě | Anděl   | - Střední proud | nominace | [ 88 ]   |
| 1996 | Umělkyně jmenovitě | Anděl   | - Střední proud | nominace | [ 89 ]   |

### Jiná ocenění
| Rok  | Nominované dílo    | Ocenění      | Kategorie     | Výsledek  | Výsledek |
| ---- | ------------------ | ------------ | ------------- | --------- | -------- |
| 2008 | Umělkyně jmenovitě | Česká hvězda | - Žena        | vítězství | [ 90 ]   |
| 2009 | Umělkyně jmenovitě | Česká hvězda | - Síň slávy   | vítězství | [ 91 ]   |
| 2012 | Umělkyně jmenovitě | Česká hvězda | - Návrat roku | vítězství | [ 92 ]   |

### Ankety popularity
Kategorie – Zpěvačka
| Rok  | Umístění | Umístění |
| ---- | -------- | -------- |
| 1984 | 30.      | [ 93 ]   |
| 1985 | 7.       | [ 93 ]   |
| 1986 | 1.       | [ 88 ]   |
| 1987 | 2.       | [ 88 ]   |
| 1988 | 2.       | [ 88 ]   |
| 1989 | 2.       | [ 88 ]   |
| 1990 | 1.       | [ 88 ]   |
| 1991 | 1.       | [ 88 ]   |

| Rok  | Umístění | Umístění |
| ---- | -------- | -------- |
| 1997 | 4.       | [ 94 ]   |
| 1998 | 6.       | [ 95 ]   |
| 1999 | 2.       | [ 96 ]   |
| 2000 | 2.       | [ 97 ]   |
| 2001 | 3.       | [ 98 ]   |
| 2002 | 3.       | [ 99 ]   |
| 2003 | 3.       | [ 100 ]  |
| 2004 | 5.       | [ 101 ]  |
| 2005 | 7.       | [ 102 ]  |
| 2006 | 14.      | [ 103 ]  |
| 2007 | 18.      | [ 104 ]  |
| 2008 | 5.       | [ 105 ]  |
| 2009 | 6.       | [ 106 ]  |
| 2010 | 17.      | [ 107 ]  |
| 2011 | 24.      | [ 108 ]  |
| 2012 | 24.      | [ 109 ]  |
| 2013 | 28.      | [ 110 ]  |
| 2014 | 4.       | [ 111 ]  |

| Rok  | Umístění | Umístění |
| ---- | -------- | -------- |
| 1991 | 1.       | [ 112 ]  |
| 1992 | 1.       | [ 113 ]  |
| 1993 | 1.       | [ 114 ]  |
| 1994 | 2.       | [ 115 ]  |
| 1995 | 3.       | [ 116 ]  |
| 1996 | 4.       | [ 117 ]  |
| 1997 | 3.       | [ 118 ]  |
| 1998 | 2.       | [ 119 ]  |
| 1999 | 2.       | [ 120 ]  |
| 2000 | 3.       | [ 121 ]  |
| 2001 | 3.       | [ 122 ]  |
| 2002 | 3.       | [ 123 ]  |
| 2003 | 3.       | [ 124 ]  |
| 2004 | 4.       | [ 125 ]  |
| 2008 | 1.       | [ 126 ]  |
| 2010 | 5.       | [ 127 ]  |

| Rok  | Umístění | Umístění |
| ---- | -------- | -------- |
| 1992 | 4.       | [ 128 ]  |
| 1998 | 18.      | [ 129 ]  |
| 1999 | 20.      | [ 130 ]  |

Vedlejší kategorie
V rámci odevzdávání výročních cen Český slavík Mattoni v roce 2008 vyhrála zpěvačka vedlejší kategorii Skokan roku, přičemž v průběhu sedmi ročníků ocenění Žebřík, a to v letech 1998, 2008, 2009, 2010, 2011, 2012 a 2013, byla mimo jiné nominována v kategorii Průser, jež v roce 2010 vedla.

## Zobrazení ve filmu a televizi
Minisérie Iveta z produkce Voyo Originál zachycuje počátky zpěvaččiny kariéry a dle slov tvůrců se snaží být „nebulvární“, ačkoli se zaobírá mimo jiné i vztahem s Petrem Sepešim. Ivetu Bartošovou zde ztvárnila Anna Fialová, Petra Sepešiho ztvárnil Vojtěch Vodochodský.
V roce 2024 se dne 8. dubna (výročí Ivety narozenin) na Voyo zveřejnil třídílný dokument Málo mě znáš v režii Tomáše Kleina, který popisuje Ivetin osobní život a kariéru od osmdesátých let a navazuje na minisérii Iveta.